# Train Fever
Train Fever — экономический симулятор от Urban Games. С 20 марта 2012 года игра размещалась на платформе Gambitious в поисках народного финансирования в размере €300 000.
Релиз состоялся 4 сентября 2014 года. 8 ноября 2016 года вышло продолжение под названием Transport Fever: на базовом уровне оно очень похоже на Train Fever и фактически является её новой версией, а не отдельной новой игрой. В апреле 2019 года было объявлено, что к концу года ожидается выход Transport Fever 2.
На создание игры разработчиков вдохновили: Transport Tycoon, Railroad Tycoon, Cities in Motion и Open TTD.

## История создания
22 июня 2012 года разработчики Train Fever объявили, что они вынуждены искать финансирование, чтобы иметь возможность работать над финальной версией игры. Для этого было решено использовать платформу народного финансирования, и 1 сентября 2012 года кампания по сбору средств стартовала. Изначальный план бюджета составил €300 000, с разделением по €20 за акцию, с долей частного капитала 60 %.
Окончание сбора средств было запланировано на 1 марта 2013 года, и общий срок кампании, таким образом, составлял 6 месяцев.
14 октября 2012 года разработчики Train Fever объявили, что каждый, пожертвовавший на разработку от €40 (2 акции) после релиза получит копию игры бесплатно. 27 октября, на официальном сайте игры и на странице в Gambitious появилось новое геймплейное видео.
Спустя три месяца после начала сбора средств, 12 декабря 2012, было собрано 6,5 % от необходимой суммы: 70 инвесторов вложили в игру €20,000 инвестиций. 27 декабря 2012 года Train Fever была добавлена в программу Steam Greenlight, в раздел «Концепты».
Отзывы были настолько положительными, что уже в феврале Train Fever достигла первой страницы Greenlight в категории «Наивысший рейтинг за всё время». К тому времени в игру вложили свои деньги уже 200 человек.
18 февраля 2013 года, за 11 дней до окончания сбора средств, команда разработчиков Train Fever объявила, что неназванный институциональный инвестор вложил в игру порядка€50,000. Как результат, были приняты следующие решения:
- Общий бюджет кампании на Gambitious сократился с €300,000 до €250,000
- Доля частного капитала была снижена с 60 % до 50 %. Однако соотношение доли частных средств к сумме осталось неизменным (1 % к €5,000 инвестиций)
- Срок окончания кампании по сбору средств был сдвинут на 31 марта 2013 года
- Срок начала разработки был также сдвинут до мая, с предполагаемой датой релиза игры в мае 2014 года

25 февраля 2013 года разработчики Train Fever сообщили, что игра будет доступна на трёх платформах — Windows, Mac OS X и Linux. На 2 марта 2013 года в игру было инвестировано €155,000. До намеченной суммы оставалось ещё €95,000, а до окончания кампании — 29 дней. Наконец, 20 марта 2013 года сумма собранных средств достигла €250,000 с 651 инвестором.
24 февраля 2014 года релиз игры был перенесён на 3 квартал 2014 года.
С 30 июня по 6 июля осуществлялся набор бета-тестеров, часть которых состояла из инвесторов.
22 июля команда Urban Games объявила начало предзаказа игры. В сервисе цифрового распространения лицензионных копий Steam игра стоит $17,09.
4 сентября 2014 года, на день раньше запланированного, состоялся релиз игры.

## Игровой процесс
Игра рассчитана на одного игрока и 40 часов игры в период с 1850 до 2050 года.
Местность в игре схожа с Европой, но в Transport Fever можно также выбрать «американский» тип местности и вносить в местность множество изменений с помощью многочисленных модов. Одной из особенностей является процедурная генерация городов, а также их равномерное развитие. В задачи игрока входит строительство инфраструктуры — железнодорожных путей и станций, создание автобусных и трамвайных маршрутов, а также организация грузоперевозок.
Определённая цель в игре отсутствует, может быть задана игроком. Есть «ачивки» для Steam.

### Виды транспорта
В игре представлены следующие виды транспорта:
- Поезд. Предназначен для перевозки на дальние дистанции. В качестве локомотива могут использоваться паровозы, электровозы и тепловозы. Локомотивы и вагоны приобретаются в депо. Количество вагонов в составе поезда задаётся игроком.
- Грузовой автомобиль. Используется для перевозки грузов. На ранних этапах игры заменяется гужевыми повозками.
- Автобус. Наиболее удобен для перевозки пассажиров в небольших городах и для междугородних пассажирских перевозок. На ранних этапах игры представлен омнибусами.
- Трамвай. Используется для перевозки пассажиров в крупных городах и на загруженных маршрутах. В начале игры доступен предшественник трамвая — конка.

В Transport Fever появились самолёты и корабли. К базовому набору транспортных средств можно добавлять очень большое число дополнительных (через моды). Почти все ТС являются 3D-моделями реальных прототипов из разных стран.

### Типы грузов
Игрок может организовать перевозку пассажиров и следующих грузов:
- Железная руда
- Дерево
- Нефть
- Уголь
- Товары. Производятся из всех остальных видов грузов. Потребляются городами.

Все грузы и пассажиры могут перемещаться между пунктами назначения без участия игрока, пусть и в меньших объёмах (самостоятельное перемещение грузов отменено в Transport Fever).

#### Особенности поведения пассажиров
Пассажиры в игре заранее выбирают маршрут общественного транспорта так, чтобы время, проведённое в пути, было наименьшим. Однако, если пассажир ждёт слишком долго, он меняет свой маршрут на тот, который доступен в данный момент. В Transport Fever некоторые пассажиры предпочитают самый быстрый транспорт, другие самый дешёвый. У каждого пассажира есть имя, за ним можно следить.

### Карта и города

#### Игровой мир
Максимальный размер игрового мира в Train Fever составляет 256 квадратных километров (увеличено в Transport Fever). При старте игры карта, города и предприятия генерируются случайным образом. Основными элементами рельефа являются холмы, реки, озёра, леса, скалы и поля. Рельеф может автоматически подстраиваться под действия игрока (например, при строительстве железнодорожных путей).

#### Город
В начале игры города представляют собой небольшие посёлки из нескольких улиц. С течением времени и в зависимости от действий игроков города начинают расти. При этом в отличие от ближайшего аналога — Cities in Motion 2 — города в Train Fever автоматически строят не только здания, но и улицы. Стоимость земли и плотность застройки в городе зависит от числа рабочих мест, до которых жители могут добраться за минимальное время.
Одной из особенностей городов является процедурная генерация зданий. По заявлениям разработчиков, в игре не будет абсолютно идентичных друг другу домов, так как все они генерируются в зависимости от окружающей обстановки и с применением различных деталей.
Каждый город на карте имеет уникальное название. Названия улиц в городах отсутствуют, однако при создании остановок они принимают случайное название, содержащее имя улицы (напр. Ул. Цветочная, Проспект Мира.)

### Инфраструктура
Доступно строительство автомобильных и железных дорог и сопутствующей инфраструктуры.

#### Железнодорожный транспорт
Железнодорожное полотно в игре заявлено двух типов: обычное (доступно с самого начала игры, максимальная скорость движения — до 120 км/ч) и скоростное (доступно с середины XX века, ограничение скорости — 300 км/ч). При этом оба вида путей могут быть электрифицированы, а обычные рельсы — модернизированы до скоростных. Из специальных сооружений доступны мосты и тоннели.
Важную роль в Train Fever играет железнодорожная сигнализация. В релиз включён только один тип семафора и светофора — путевой. Ранее заявлялось о двух типах семафоров и светофоров: путевом и блокировочном (маневровом).
Железнодорожная инфраструктура представлена следующими зданиями:
- Станция. Может содержать от 1 до 5 платформ. В длине различные вариации станций могу составлять 160, 240 и 360 метров.
- Депо. Для локомотивов и вагонов депо является общим. С его помощью возможно приобрести подвижной состав, собрать поезд необходимой конфигурации и назначить его на маршрут.

#### Автомобильный транспорт
По заявлению разработчиков строительство автомобильных дорог не является основной целью игрока, так как в городах они строятся автоматически. Тем не менее, игрокам представлен широкий список возможностей при строительстве автомобильных дорог. Известно о следующих типах дорог и сооружений:
- Старые (с брусчаткой) и современные (с асфальтовым покрытием) городские дороги;
- Просёлочные дороги;
- Двух- и четырёхполосные улицы;
- Деревянные, каменные и стальные мосты;
- Тоннели;
- Дороги с выделенными полосами для автобусов;
- Дороги с трамвайными рельсами.

Односторонние улицы в релизной версии отсутствуют. В ней же доступны следующие здания:
- Автомобильное депо — предназначено для покупки и обслуживания грузовиков и автобусов.
- Автобусная\трамвайная остановка.
- Разворотная площадка для автобусов и трамваев, доступно два её вида: большая и маленькая.
- Трамвайное депо
- Станция для грузовиков, также доступно два вида: большая и маленькая.

#### Особенности создания маршрутов
Создание маршрутов общественного транспорта в Train Fever имеет схожие детали с таковым в Cities in Motion и в Cities in Motion 2. Например, как и в первой части Cities in Motion, в Train Fever маршрут автобуса представляет собой замкнутый цикл из остановок. Однако, как и в Cities in Motion 2, транспорт необходимо приобретать в конкретном депо.

## Системные требования
Минимальные системные требования:
- Видеокарта: Nvidia GeForce 8800 / ATI Radeon HD 5670 минимально с 512 Мб ОЗУ
- ЦП: Intel Core 2 Duo
- Оперативная память: 2 Гб
- ОС: Windows XP, Vista, 7 or 8 (64-bit)
- Дополнительно: Мышь с колесиком, клавиатура

## Отзывы и продажи
| Сводный рейтинг | Сводный рейтинг        |
| Агрегатор       | Оценка                 |
| --------------- | ---------------------- |
| GameRankings    | 66,60 %                |
| Metacritic      | 67/100 (PC, 23 обзора) |

Игра получила смешанные отзывы. На сайте-агрегаторе Metacritic средняя оценка игры составляет 67 из 100 на основе 23 обзоров для платформы PC.
Летом 2018 года, благодаря уязвимости в защите Steam Web API, стало известно, что точное количество пользователей сервиса Steam, которые играли в игру хотя бы один раз, составляет 231 014 человек.

## Продолжение: Transport Fever
11 апреля 2016 года разработчик Train Fever — компания Urban Games — анонсировала новую игру: Transport Fever. Она по сути является дальнейшим развитием Train Fever: используя тот же движок, разработчики начали делать расширенную и дополненную версию игры, добавляя туда новый транспорт, значительно увеличивая размеры карты и исправляя выявленные ошибки «геймплея». Релиз игры состоялся 8 ноября 2016 года.
В апреле 2019 года было объявлено, что к концу года ожидается выход Transport Fever 2.
В июле состоялась презентация альфа-версии. Журнал «Игромания» сообщает, что новая игра также основана на идее исправления недостатков предыдущих версий и учёта пожеланий игроков.
11 декабря состоялся релиз игры.